# Upper Dicker
Upper Dicker – wieś w Anglii, w hrabstwie East Sussex. Leży 14 km od miasta Lewes i 74,9 km od Londynu. W 2015 miejscowość liczyła 676 mieszkańców.